# Blaže Ilijoski
Blaže Ilijoski (nacido el 9 de julio de 1984 en Skopie) es un futbolista profesional macedonio que juega en el Rapid Bucureşti de la Liga I. Es internacional absoluto por Macedonia del Norte y juega como delantero.

## Trayectoria
| Club            | País                | Período   |
| --------------- | ------------------- | --------- |
| FK Rabotnički   | Macedonia del Norte | 2003–2006 |
| Incheon United  | Corea del Sur       | 2006–2007 |
| FK Rabotnički   | Macedonia del Norte | 2007–2008 |
| Metalurg Skopje | Macedonia del Norte | 2009–2010 |
| Gangwon         | Corea del Sur       | 2010      |
| Metalurg Skopje | Macedonia del Norte | 2011–2012 |
| FC Braşov       | Rumania             | 2012      |
| Rapid Bucureşti | Rumania             | 2012-2013 |
| FK Rabotnički   | Macedonia del Norte | 2013      |
| FC Gifu         | Japón               | 2013-2014 |
| FK Rabotnički   | Macedonia del Norte | 2014      |
| Bangkok Glass   | Tailandia           | 2014-2015 |
| FK Rabotnički   | Macedonia del Norte | 2015      |
| Kelantan FA     | Malasia             | 2016-     |